# Vilém Mundy

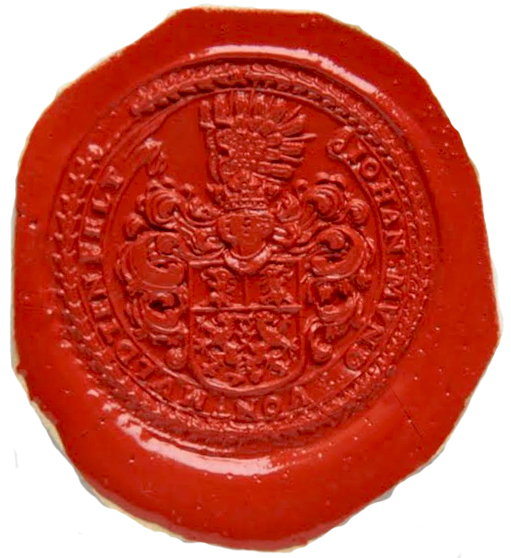
Osobní pečeť z roku 1789

Jan Vilém Mundy, také Wilhelm von Mundi (8. července 1746 Montjoie – 17. května 1805 Předklášteří) byl na Moravě usazený podnikatel, majitel statků a panství Drnovice, Hvozdec, Říčany, Tišnov a Veveří.

## Podnikatelská činnost
Roku 1773 přišel Mundy do Brna z Montjoie (dnešní Monschau), kde ho Johann Leopold Köffiller zaměstnal jako mistra ve své soukenické manufaktuře. V roce 1776 dostal Mundy v Brně občanské právo a jako člen soukenického cechu si pronajal malou dílnu (na dnešní Mlýnské ulici), kde začal se dvěma tkalcovskými stavy samostatně podnikat. V roce 1780 rozšířil živnost (na dnešním Cejlu č. 66) na regulérní soukenickou manufakturu se 12 stavy, barevnou a úpravnou sukna, ke které dostal o rok později podnikatelské oprávnění. V roce 1786 pronajal za 2000 zlatých zrušený klášter v Předklášteří u Tišnova, kde zřídil druhou manufakturu, takže v roce 1791 vyrobil v obou provozech s cca 2000 zaměstnanci na 120 ručních stavech asi 6600 kusů jemných vlněných a polovlněných tkanin (cca 150 000 m² s hrubým výnosem 1 milion zl.).
V roce 1789 byl rakouským císařem povýšen do šlechtického stavu a směl se jmenovat Freiherr von Mundy. V témže roce koupil panství Tišnov a Veveří (včetně reprezentačního domu v Brně) (celkem za 720 000 zl). Celkovou plochu panství s asi 2500 ha zčásti zpachtoval a využíval k těžbě dřeva, rybníkářství, lovu a pod.
Koncem 18. století byl Vilém Mundy největší mezi cca 15 brněnskými soukeníky a jedním z nejvýznamnějších podnikatelů v Habsburské monarchii. Jeho mimořádný talent byl všeobecně uznáván. Z dostupných informací jsou známé některé jeho metody (větší část produkce přemístil z Brna na venkov, kde byly levnější pracovní síly, dlouhodobými smlouvami si zajistil dodávky vlny za pevnou cenu atd.). O vlastních příčinách razantního růstu jeho bohatství a moci se šířily v jeho době různé dohady, včetně pověstí o tom, že mu pomáhaly jakési nadpřirozené síly.
Dědicem majetku se stal Vilémův nezletilý syn Jan Vilém (1798–1872). Všechny tři soukenické manufaktury přišly asi rok po Vilémově smrti do dražby, Jan Vilém po nabytí zletilosti postupně prodal panství Veveří a Tišnov a v roce 1830 koupil panství Račice (za 335 000 zl).

## Rodina

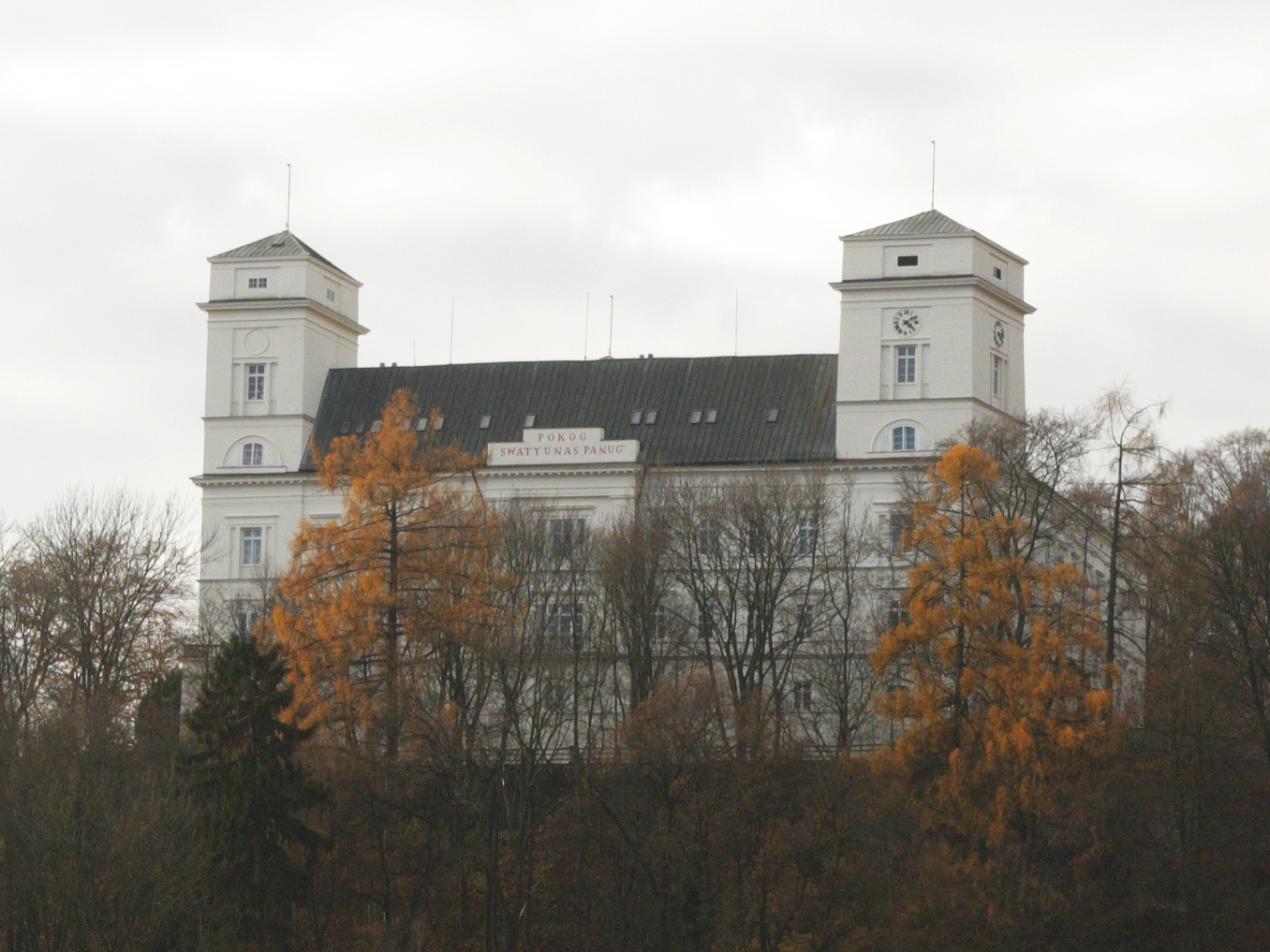
Zámek Račice, sídlo rodiny Mundyů v letech 1830–1864

Vilém byl třikrát ženatý. První manželství bylo ale bezdětné.
- 1 man. - 8. ledna 1775, Jana Schultzová, dcera Kristiána Schultze, postilióna (kočí poštovních vozů) v Brně[7]
- 2 man. - 24. května 1789, Josefa Terezia baronka Forgáčová (Forgatsch) (1769 – 18. ledna 1792 Obřany), dcera barona Antona Vilibalda Forgatsche
  - Vilém Franz (17. února 1790 Zábrdovice – 26. ledna 1794 Obřany)
  - Václav Jakub Josef (26. července 1791 Zábrdovice – 6. února 1794 Obřany)[7]
- 3 man. - 11. února 1793, Franziska Mikovinyi, dcera Ladislause von Mikovinyi, penzionovaného hejtmana v Holíči
  - Wilhelmina Franziska (3. dubna 1794 Zábrdovice (Obřany) – 25. února 1820 Kunštát), provdána r. 1813 v Předklášteří za Josefa Henricha z Wolfswaffenu, majitele panství Kunštát
  - Jan Vilém (22. prosince 1795/6/8 Obřany – 9. března 1872 Vídeň)
  - Friedrich Wilhelm Franz (* 3. ledna 1804 Obřany)[7]